# Elemental (filme)
Elemental (bra: Elementos; prt: Elemental) é um  longa-metragem estadunidense que se utiliza da técnica de animação digital pertencente aos gêneros de comédia romântica e ficção científica, produzido pela Pixar Animation Studios e distribuído pela Walt Disney Studios Motion Pictures, dirigido por Peter Sohn, escrito por Brenda Hsueh e produzido por Denise Ream. O vigésimo sétimo filme do estúdio, é estrelado pelas vozes de Leah Lewis, Mamoudou Athie, Ronnie del Carmen, Shila Ommi, Wendi McLendon-Covey, Catherine O'Hara, Mason Wertheimer, Joe Pera e Matt Yang King.
Situado em um mundo habitado por elementos antropomórficos da natureza, a história segue o elemento fogo Faísca (Lewis) e o elemento água Gota (Athie), que se conhecem e se apaixonam após a convocação de Gota por conta de um acidente de encanamento em uma loja de conveniência de propriedade do fanático pai de Faísca, Brasa (Carmen). Embora não possam se tocar, Faísca e Gota descobrem o quanto eles realmente têm em comum.
Após o lançamento de The Good Dinosaur (2015), Sohn começou a trabalhar no projeto quando teve a ideia. Ele apresentou o conceito à Pixar para desenvolver Elemental com base na ideia de se o fogo e a água poderiam se conectar ou não. A narrativa se inspira na juventude de Sohn, crescendo como filho de imigrantes na cidade de Nova Iorque durante a década de 1970, destacando a diversidade cultural e étnica distinta da cidade, além disso, é inspirada em filmes de romance, como Guess Who's Coming to Dinner (1967), Moonstruck (1987), e Amélie (2001). Ao invés de visitar países para pesquisar, a equipe passou muitas horas assistindo a passeios pela cidade em POV no YouTube, usando Veneza e Amsterdã como inspirações. As ferramentas de animação foram utilizadas para projetar os efeitos visuais e a aparência de cada personagem, particularmente Ember Lumen e Wade Ripple. A produção durou sete anos, tanto no estúdio quanto na casa dos artistas, com a história sendo finalizada remotamente. Thomas Newman, que já havia trabalhado em filmes anteriores do estúdio, compôs a trilha sonora.
Elemental estreou na 76º edição do Festival de Cannes, encerrando o evento. O lançamento nos cinemas dos Estados Unidos aconteceu em 16 de junho de 2023. Já no Brasil, o lançamento ocorreu em 22 de Junho de 2023. Recebeu elogios da crítica por sua animação, embora seu roteiro tenha sido considerado fraco. Nas bilheterias, o longa se tornou um sucesso financeiro, arrecadando $568.6 milhões contra o seu orçamento de $200 milhões, sendo a décima maior bilheteria de 2023.

## Premissa
"Em uma cidade onde cidadãos de fogo, água, terra e ar vivem juntos, Faísca, uma jovem impetuosa, e Gota, um cara que segue o fluxo da vida, irão descobrir algo elementar: o quanto eles têm em comum. — Pixar Animation Studios

## Elenco
- Leah Lewis como Ember Lumen (Faísca Luz no Brasil, Chispa em Portugal[4]), um elemento de fogo dura e perspicaz que adora trabalhar na loja de conveniência de sua família na Vila do Fogo, mas tem problemas para controlar seu temperamento explosivo. Quando Faísca conheceu e se apaixonou por Gota, ela se tornou muito mais aberta a isso e acabou se tornando o interesse amoroso de Gota.
- Mamoudou Athie como Wade Ripple (Gota D'Água no Brasil, Nilo em Portugal[4]), um elemento aquático divertido e sentimental que está fazendo suas próprias escolhas e trabalha como inspetor morando na Cidade dos Elementos. Quando Gota se encontrou com Faísca após ser convocado por um acidente de encanamento, ele se tornou o interesse amoroso de Faísca por se conhecerem.
- Ronnie del Carmen como Brasa Luz, o pai fanático de Faísca, marido de Fagulha e dono da loja de conveniência de sua família na Vila do Fogo, que planeja se aposentar para permitir que sua filha trabalhe na loja de conveniência.[10]
- Shila Ommi como Fagulha Luz, a mãe fanática de Faísca e esposa de Brasa.[10]
- Mason Wertheimer como Turrão, um elemento terra jovem e esperto e vizinho de Faísca.[11]
- Wendi McLendon-Covey como Névoa, um elemento do ar com uma grande personalidade e empregadora de Gota.[11]
- Catherine O'Hara como Brook D'Água, mãe de Gota.[11]
- Joe Pera como Xaxim, um elemento da terra coberto de vegetação que trabalha como burocrata.[10]
- Matt Yang King como Jato D'Água, o irmão de Gota.[12]
- Innocent Ekakitie como Marco e Polo D'Água, dois dos sobrinhos de Gota.
- Ava Kai Hauser como Lake Ripple, irmão mais novo de Wade e Alan e interesse amoroso de Ghibli. Lake é o primeiro personagem não binário da Pixar.[13]
- Maya Aoki Tuttle como Ghibli, namorada de Lake.[13]

## Produção

### Desenvolvimento
Peter Sohn, que anteriormente dirigiu o longa-metragem The Good Dinosaur (2015) e o curta-metragem Partly Cloudy (2009), apresentou o conceito à Pixar para desenvolver Elemental com base na ideia de se o fogo e a água poderiam se conectar ou não. Ele também afirmou que a ideia do filme foi inspirada em suas experiências como filho de imigrantes na cidade de Nova Iorque na década de 1970. Em suas palavras: "Meus pais emigraram da Coreia no início dos anos 1970 e construíram uma movimentada mercearia no Bronx. Estávamos entre muitas famílias que se aventuraram em uma nova terra com esperanças e sonhos - todos nós misturados em uma grande tigela de salada de culturas, idiomas e belos bairros pequenos. Foi isso que me levou a Elemental."
Em entrevista ao The Hollywood Reporter, Sohn afirmou que o período de desenvolvimento de sete anos do filme e este está intimamente ligado ao seu relacionamento com sua família, quando a ideia começou, após o lançamento de The Good Dinosaur em 2015. Também é revelado que Ember nasceu em Elemental City, mas cresceu em uma cidade de incêndio, já que os bairros são divididos de maneiras diferentes. Ele afirmou: "Estou muito emocionado em divulgar os personagens e a história com certeza." Ele também afirmou: "Este filme é sobre agradecer a seus pais e entender seus sacrifícios. Meus pais faleceram durante a produção dessa coisa. E, portanto, é extremamente emocionante e ainda estou processando muito disso."
Em 16 de maio de 2022, a Pixar anunciou um novo filme intitulado Elemental, com os elementos antropomórficos clássicos de fogo, água, ar e terra como tema central, com direção de Sohn e produção de Denise Ream. Ambos se reencontram após trabalharem juntos em The Good Dinosaur. A consultora criativa de Turning Red (2022), Brenda Hsueh, foi contratada para escrever o roteiro.
Em 9 de setembro de 2022, durante a D23 Expo, Sohn, Ream e Pete Docter apresentaram as primeiras informações do filme. "Nossa história é baseada nos elementos clássicos - fogo, água, terra e ar. Alguns elementos se misturam e outros não", afirmou Sohn. "E se esses elementos estivessem vivos?" Logo após a filmagem de animação inacabada, um clipe foi exibido, mostrando Ember e Wade em um encontro, caminhando por um parque onde Wade tenta impressionar Ember correndo na água, deslizando e criando um romântico arco-íris.
A produção do filme foi concluída em 24 de março de 2023, após sete anos, sendo desenvolvida tanto no estúdio quanto na casa dos artistas. De acordo com o roteirista, Jason Katz, a equipe terminou sua história enquanto trabalhava remotamente em casa.

### Animação e design
O local principal, Element City, foi modelado após a cidade de Nova Iorque como uma série de bairros de imigrantes compostos de materiais orgânicos que complementariam cada elemento. Um exemplo seria Fire Town, que foi construído com cerâmica, metal e tijolo. O designer de produção, Don Shank diz que "as ideias de design inspiraram novas tecnologias, que inspiraram novos designs". Sohn observou que "entrou em mais detalhes sobre como foi o processo de design e tecnologia para projetar Ember e Wade". Ele acreditava que personificar elementos era um desafio difícil, embora declarasse que o ar não era tão difícil de retratar quanto fogo e água, já tendo personificado nuvens em Partly Cloudy. O personagem Wade Ripple é incrivelmente complexo, sendo o maior desafio sua transparência através da criação de efeitos visuais. Para torná-lo transparente o suficiente, os animadores precisavam encontrar um meio-termo para criar o personagem.
Os cenógrafos do estúdio olharam para cidades como Veneza e Amsterdã para buscar inspirações. Os canais de água e os edifícios que cercam as cidades têm imensos detalhes e pensamentos colocados neles. Devido à pandemia de COVID-19 em que ocorreu a maior parte da produção, a equipe de produção do filme não pôde viajar para essas cidades para pesquisa, então eles passaram muitas horas assistindo POV de passeio nas cidades pelo YouTube para obter inspiração para Element City.
Mais de 151 000 núcleos de processamento foram usados para Elemental em três grandes salas no campus da Pixar, tornando-o uma enorme quantidade de poder de computação em comparação com os filmes anteriores da Pixar, devido à empresa ter que atualizar e comprar mais computadores para este filme; por exemplo, Toy Story (1995) teve 294 núcleos, Monsters, Inc. (2001) 672, e Finding Nemo (2003) teve 923 núcleos.

### Escrita
Sohn citou filmes de romance como Guess Who's Coming to Dinner (1967), Moonstruck (1987), You've Got Mail (1998), Amélie (2001), My Big Fat Greek Wedding (2002), e The Big Sick (2017) como influências particulares quando ele gostava de se inclinar para o rom-com como um gênero de narrativa. Ele costumava rabiscar a tabela periódica no ensino médio como uma forma inicial de expressão com a gênese do filme, dizendo: "Havia esse desenho engraçado que me lembro de ter descoberto como um fogo e um personagem de água, e que desencadeou um monte de diferentes ideias, e eu simplesmente não conseguia parar de desenhar essas coisinhas novas."
Para a linguagem dos elementos de fogo, David J. Peterson, que construiu linguagens para Game of Thrones e Dune (2021),criou "Firish" baseado em sons de fogo que fazem parte da família de Ember.

### Elenco
Em 9 de setembro de 2022, durante a D23 Expo, Leah Lewis e Mamoudou Athie foram revelados como tendo sido escalados para as vozes principais de Ember e Wade, respectivamente.
Quando o trailer completo foi lançado em 28 de março de 2023, mais membros do elenco, incluindo Ronnie del Carmen, Shila Ommi, Wendi McLendon-Covey, Catherine O'Hara, Mason Wertheimer, e Joe Pera, foram anunciados.

### Inspiração
De acordo com a Variety, no Disney Content Showcase em Singapura em 30 de novembro de 2022, Sohn afirmou que parte da inspiração veio de sua família e casamento na vida real. Ele mostrou uma foto dele quando criança com seus pais, dizendo: "Talvez seja porque quando eu era criança, eu realmente não apreciava ou entendia o que significava ser um imigrante, vir para os Estados Unidos, todo o trabalho duro que eles fizeram para dar a mim e ao meu irmão nossas vidas. Essa foi uma grande pepita que estava sentada comigo. Por outro lado, eu me casei com alguém que não era coreana, e houve muito choque cultural com isso no meu mundo. E isso me trouxe a ideia de encontrar opostos. E a questão de saber se o fogo se apaixonasse pela água veio. Como animador, o que poderia ser um mundo divertido para brincar.. então o fogo e a água são uma coisa. Mas então amarrar isso ao choque cultural, fazia parte dessa metáfora. E então naquele mundo, de repente, essa ideia de sacrifício, e entender o que nossos pais deram começaram a fazer a sopa do que este filme é. " Ele também fala sobre choque cultural e diversidade: "Tem sido a luta da minha vida para entender meu lugar e o que assimilei ou minha identidade ser uma identidade bifurcada. Sempre esteve lá, presumo que sempre será um parte de uma certa quantidade de narrativa - ter esse tipo de diversidade. Será uma coisa importante? Não sei. Mas tem sido uma parte da minha vida. E adoro tentar refletir sobre as equipes com as quais trabalhamos com suas vidas e nossas vidas no trabalho que fazemos."
Sohn também mostrou imagens do filme no Disney Content Showcase e afirmou que "O filme é sobre nossas diferenças que nos unem, mas é uma história de amor. Esperançosamente, o público terá uma compreensão mais profunda da perda em suas vidas entre os parceiros, os amigos ou a família."
Ele afirmou que a representação de Element City foi inspirada em muitos filmes live-action anteriores, como Roman Holiday. Quando questionado sobre ser comparado a Avatar: The Last Airbender (2005), Sohn disse que Elemental não é inspirado por Avatar: The Last Airbender, apesar de seu conceito compartilhado de personificando elementos clássicos. Sohn afirmou: "Não, não foi uma pedra de toque, mas eu amo o show. Eu assisti com meus filhos e é ótimo, mas somos tão diferentes disso. Não há artes marciais em nosso mundo. Não há nada como isso. É essa história da cidade com o romance e esse drama familiar. Mas eu aprecio a conexão que as pessoas estão fazendo só porque amam isso e espero que também possam amar isso. Sohn também afirmou:
Crescendo, sempre vi meus pais de uma certa maneira, mas quando cheguei aos 20 anos e consegui um emprego de verdade em vez de trabalhar na loja da minha família, os vi como pessoas. Essa mudança de pais para pessoas me afetou muito. Todas as histórias que eles me contaram sobre sua jornada aqui eu tomei como certo até que eu fiquei tipo, 'Oh meu Deus, eles fizeram isso sem falar a língua. Fizeram isso sem dinheiro. Meu pai era um cara de carrinho de cachorro-quente e ele fazia tudo isso. Eu nunca poderia fazer isso.' Minha empatia cresceu por eles
.

### Trilha Sonora
Em 7 de fevereiro de 2023, Thomas Newman foi confirmado como compositor da trilha sonora de Elemental, marcando sua quarta colaboração de com o estúdio após Finding Nemo (2003), WALL-E (2008), e  Finding Dory (2016), assim como seu primeiro longa trabalho na empresa não dirigido por Andrew Stanton.

## Lançamento
Elemental estreou fora da competição no 76º Festival de Cinema de Cannes na noite de encerramento em 27 de maio de 2023, e foi lançado nos cinemas pela Walt Disney Studios Motion Pictures nos Estados Unidos em 16 de junho de 2023. Foi acompanhado por Dug Days curta-metragem especial Carl's Date nos cinemas, marcando o primeiro filme da Pixar a ser precedido por um curta-metragem aos cinemas produzido pela Pixar desde Bao (2018), que foi lançado nos cinemas com Incredibles 2 (2018). Em 16 de fevereiro de 2023, após os fracassos comerciais de Lightyear e Strange World (ambos de 2022), A Disney supostamente considerou estender as janelas tanto para Elemental quanto Wish (2023) na esperança de trazer as famílias de volta aos cinemas. No Brasil, o filme foi lançado em  22 de Junho de 2023.
As primeiras filmagens de trinta minutos do filme foram exibidas durante um evento para a imprensa em 28 de março de 2023. Foi recebido positivamente pela crítica por sua construção de mundo, animação e personagens.

### Marketing
Após o anúncio do projeto, a primeira arte conceitual do filme foi lançada em 16 de maio de 2022. Nicole Clark a Polygon disse que os fãs estão "apontando as semelhanças com as séries de jogos Fireboy e Watergirl, seis no total, desenvolvidas por Oslo Albet." Após o anúncio do elenco de voz, uma primeira imagem e um pôster teaser exclusivo foram lançados em 9 de setembro de 2022, durante a apresentação da D23 Expo 2022. O teaser foi lançado em 17 de novembro de 2022. Jeremy Mathai do /Film comentou positivamente sobre a filmagem, dizendo que "parece maravilhosamente renderizada e irresistivelmente charmosa". Um trailer oficial completo foi lançado em 28 de março de 2023. Charles Pulliam-Moore ao The Verge comentou positivamente, dizendo que "os visuais do filme são tão imaginativos quanto deliciosos", ao mesmo tempo em que observou que é "difícil dizer se Elemental assume as batidas de Guess Who's Coming to Dinner (1967) e se vai aterrissar com o público, especialmente considerando como alguns de seus personagens parecem propensos a destruir uns aos outros simplesmente por causa de como suas formas físicas interagem”.
Uma série de livros baseados no filme está programada para ser publicada em maio de 2023, incluindo novelizações, contos, um álbum de figurinhas, um livro de bastidores e livros para colorir, enquanto a graphic novel está programada para ser publicada em 29 de agosto de 2023. Uma linha de bonecos de ação e pacotes de brinquedos da Mattel foram presenteados durante uma visita aos estúdios para o dia da imprensa do filme.

## Recepção

### Bilheteria
Elemental arrecadou US$ 226,4 milhões nos Estados Unidos e Canadá, e US$ 342,2 milhões em outros territórios, totalizando um faturamento mundial de US$ 568,6 milhões.

### Resposta da crítica
No site agregador de críticas Rotten Tomatoes, 76% das 250 resenhas dos críticos são positivas, com uma classificação média de 6,5/10. O consenso do site diz: "Elemental pode não satisfazer tão plenamente quanto os melhores filmes da Pixar, mas continua sendo uma história sólida contada com um toque visual deslumbrante." O Metacritic, que usa uma média ponderada, atribuiu ao filme uma pontuação de 58 em 100, baseado em 45 críticos, indicando críticas "mistas ou médias". O público entrevistado pelo CinemaScore deu ao filme uma nota média de "A" em uma escala de A+ a F, enquanto o PostTrak relatou que 85% dos espectadores deram uma nota positiva, com 68% dizendo que definitivamente o recomendariam.